# Phenomenon (песен)
Phenomenon е песен на Thousand Foot Krutch и е първата от албума със същото име, издадена през 2003 г. Песента се различава значително от стила на предишния албум на групата. Има повече алтърнатив рок звучене, вместо ню метъл/рапкор. Песента заема #1 в ChristianRock.Net. Песента достига #38 при модерните рок песни на Billboard.